# کریس کیمسی

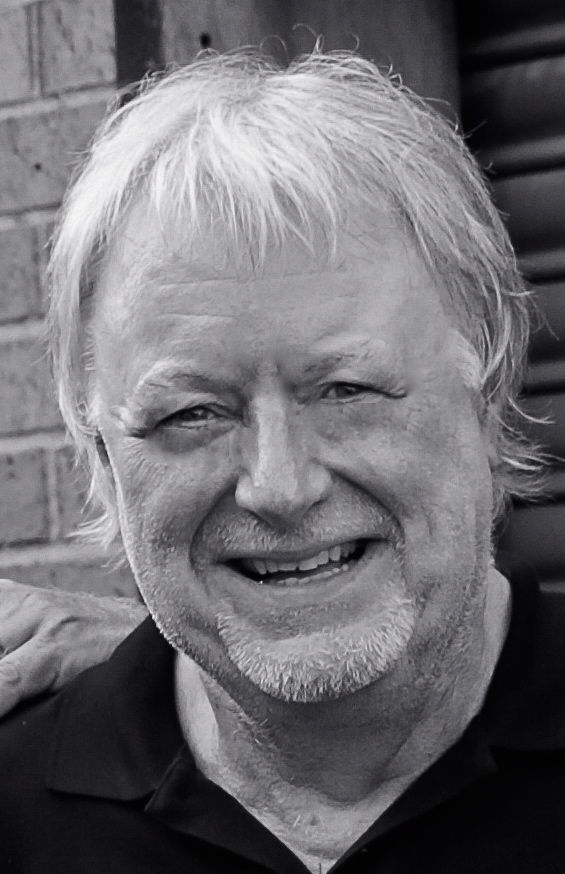
Chris Kimseyکریس کیمسی

کریس کیمسی (انگلیسی: Chris Kimsey؛ زادهٔ ۳ دسامبر ۱۹۵۱) تهیه‌کننده موسیقی، مهندس صدا و موسیقی‌دان اهل بریتانیا است.
وی تهیه‌کننده دو آلبوم برای رولینگ استونز و یک آلبوم برای جیپسی کینگز بود و با هنرمندان مشهوری چون بیل وایمن، جیمی کلیف، میک جَـگِـر، کیت ریچاردز، پیتر فرامپتون، ماریلیون، کالت، پیتر تاش، جانی هالیدی، دورن دورن، یس همکاری نزدیک داشته‌است.
وی برای فیلم سینمایی علوم عجیب حاشیه صوتی ساخت.